# La Junta
|  | Per a altres significats, vegeu «Junta». |

La Junta és una població dels Estats Units a l'estat de Colorado.

## Demografia
Segons el cens del 2000 La Junta tenia 7.568 habitants, 2.977 habitatges, i 1.964 famílies. La densitat de població era de 1.025,3 habitants per km².
Dels 2.977 habitatges en un 33,7% hi vivien nens de menys de 18 anys, en un 47% hi vivien parelles casades, en un 14,7% dones solteres, i en un 34% no eren unitats familiars. En el 30,9% dels habitatges hi vivien persones soles el 15% de les quals corresponia a persones de 65 anys o més que vivien soles. El nombre mitjà de persones vivint en cada habitatge era de 2,44 i el nombre mitjà de persones que vivien en cada família era de 3,06.
Per edats la població es repartia de la següent manera: un 27,1% tenia menys de 18 anys, un 10,4% entre 18 i 24, un 24,6% entre 25 i 44, un 21,4% de 45 a 60 i un 16,6% 65 anys o més.
L'edat mediana era de 36 anys. Per cada 100 dones de 18 o més anys hi havia 84,1 homes.
La renda mediana per habitatge era de 29.002 $ i la renda mediana per família de 36.398 $. Els homes tenien una renda mediana de 26.325 $ mentre que les dones 21.324 $. La renda per capita de la població era de 14.928 $. Entorn del 16,8% de les famílies i el 21,4% de la població estaven per davall del llindar de pobresa.

## Fills il·lustres
- Ken Kesey (1935 - 2001) escriptor